# Tonantzin

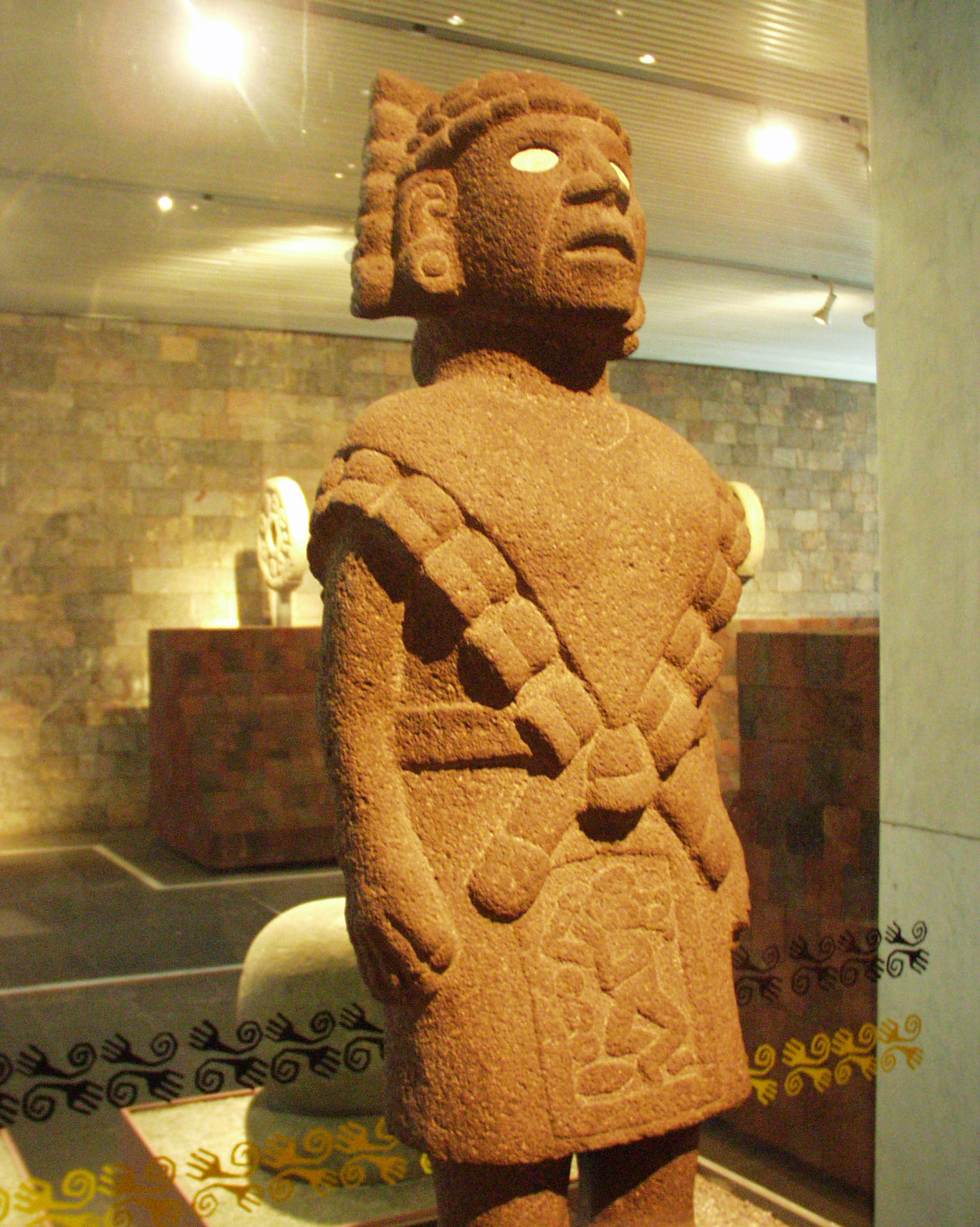
Teteo Innan (‚Göttermutter‘)

Tonantzin (Nahuatl: ‚unsere verehrte Mutter‘ oder auch ‚Göttermutter‘) war eine der wichtigsten Göttinnen des vorspanischen Mexiko; sie wurde meist unter verschiedenen Beinamen bzw. Aspekten verehrt.

## Geschichte
Über die Geschichte der Göttin ist nicht viel bekannt. Vielleicht handelte es sich ursprünglich um eine eigene Mutter- oder Fruchtbarkeits-Gottheit, deren Charakteristika im Laufe der Zeit durch diverse Aspekte anderer Göttinnen bereichert oder überlagert wurden (Synkretismus). Von Tonantzin selbst sind keinerlei Bildnisse bekannt, jedoch zahlreiche von ihren (möglichen) Manifestationen in anderen weiblichen Götterfiguren wie Coatlicue, Chicomecoatl, Cihuacóatl, Citlalicue und anderen. Manchmal wird sie von Forschern als Mutter Quetzalcoatls angesehen, bei anderer Gelegenheit als seine Frau.
In einem Bericht des Franziskaners Bernardino de Sahagún aus der Mitte des 16. Jahrhunderts wird der Kult um Tonantzin beschrieben – dort heißt es:

„Einer von diesen [Kultplätzen] war ein kleiner Hügel, den sie [die Indios] Tepeacac und die Spanier Tepequilla nannten, und der heute ‚Nuestra Señora de Guadalupe‘ heißt. An diesem Platz gab es einen Tempel, der der Mutter aller Götter geweiht war, die sie Tonantzin nannten, was ‚unsere Mutter‘ bedeutet. Dort brachten sie viele Opfergaben zu Ehren der Göttin dar; sie kamen zu ihr aus weit entfernten Gegenden – aus mehr als 20 Meilen im Umkreis […] Es kamen Männer, Frauen und Kinder zu diesem Fest.“

Eindeutig stellt Bernardino de Sahagún eine Beziehung in Bezug auf den Ort der Verehrung Tonantzins und Unserer Lieben Frau von Guadelupe fest. Der Kult von Tonantzin-Guadalupe wird weiterhin von vielen aus der indigenen Bevölkerung Mesoamerikas praktiziert.